# 阮春談
阮春談（越南语：／；1889年—1953年），號東溪（越南语：／），越南阮朝官員。

## 生平
阮春談是河靜省德壽府干祿縣鵝溪總東林社群玉村（今屬河靜省干祿縣慶祿社）人，成泰元年（1889年）出生。他在鄉試中曾考中秀才，後以翰林院待詔充任教師。啟定四年（1919年），越南開最後一科會試，阮春談以秀才身份應試，會試中格，庭試考中副榜。後任機密院承派。
八月革命爆發後，阮春談接受北越知府邀請，擔任河靜省執行委員會委員。後於1953年去世。